# Andrzej Chyra

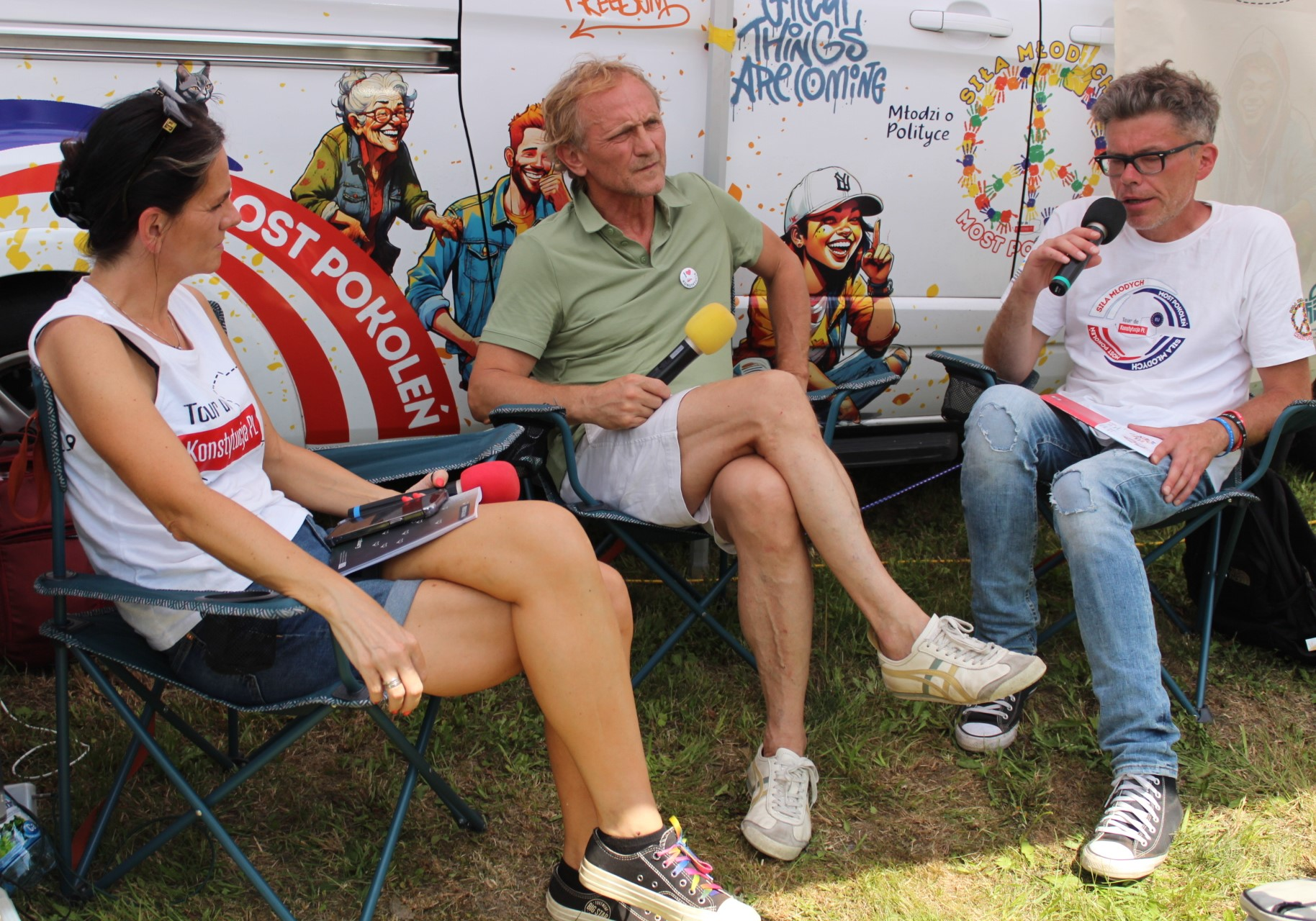
Andrzej Chyra, Igor Tuleya, Tour de Konstytucja

Andrzej Chyra (ur. 27 sierpnia 1964 w Gryfowie Śląskim) – polski aktor i reżyser.

## Życiorys
Jest absolwentem I Liceum Ogólnokształcącego im. M. Kopernika w Lubinie. W 1987 ukończył studia na Wydziale Aktorskim Akademii Teatralnej im. Aleksandra Zelwerowicza w Warszawie, a w 1994 – na Wydziale Reżyserii tejże uczelni.
W latach 90. był drugim reżyserem talk-show Wieczór z Alicją. W filmie zadebiutował w 1993 rolą Benvollo w Kolejności uczuć w reżyserii Radosława Piwowarskiego. Pierwszą nagrodę przyniosła mu rola Gerarda Nowaka w filmie Dług Krzysztofa Krauzego, za którą w 1999 został uhonorowany w kategorii „pierwszoplanowa rola męska” na Festiwalu Polskich Filmów Fabularnych w Gdyni. Sukces ten powtórzył w 2005 otrzymując na FPFF nagrodę za rolę w Komorniku Feliksa Falka oraz w 2013 za rolę w filmie W imię... Małgorzaty Szumowskiej. Za role w Długu i Komorniku został również uhonorowany Polską Nagrodą Filmową – Orłem, do której nominowany był także za swoje kreacje w filmach: Wszyscy jesteśmy Chrystusami (2006) Marka Koterskiego, Katyń (2008) Andrzeja Wajdy, Wszystko, co kocham (2011) Jacka Borcucha, Mowa ptaków (2020) Xawerego Żuławskiego, Śniegu już nigdy nie będzie (2021) Szumowskiej i Michała Englerta oraz Wszystkie nasze strachy (2021) Łukasza Rondudy i Łukasza Gutta.
Za rolę Roya M. Cohna w przedstawieniu Anioły w Ameryce Tony’ego Kushnera w TR Warszawa otrzymał Nagrodę im. Aleksandra Zelwerowicza za sezon 2006/2007. Od 2008 jest członkiem zespołu Nowego Teatru w Warszawie.
W styczniu 2013 zadebiutował jako reżyser operowy, reżyserując w Operze Bałtyckiej Graczy Szostakowicza-Meyera.
W 2015 otrzymał Nagrodę im. Konrada Swinarskiego za reżyserię opery Pawła Mykietyna Czarodziejska góra według powieści Thomasa Manna. W 2019 otrzymał Nagrodę im. Zbyszka Cybulskiego za całokształt twórczości.

## Życie prywatne

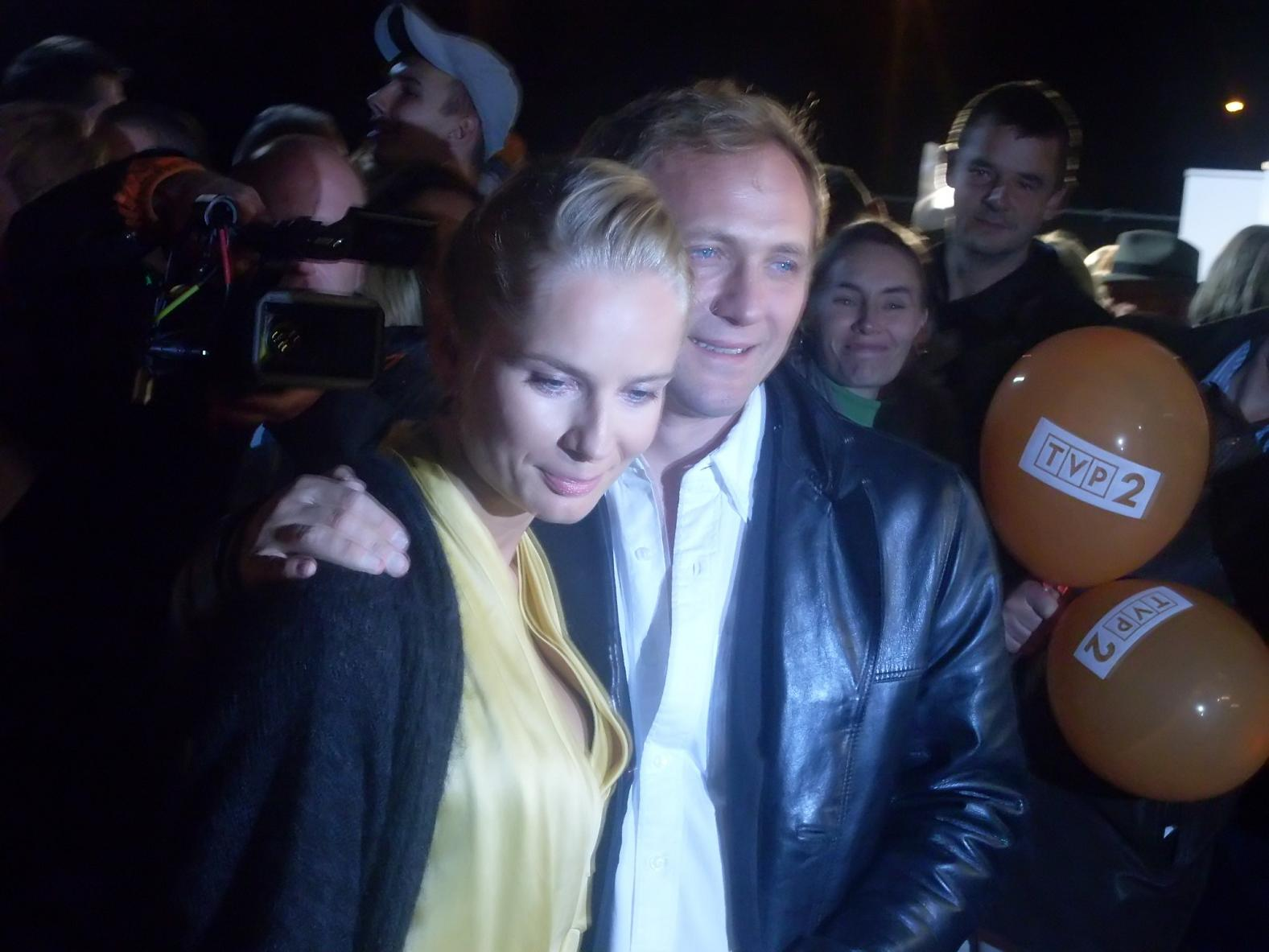
Magdalena Cielecka i Andrzej Chyra, 2008

Był mężem aktorki i reżyserki castingowej Marty Kownackiej. Następnie był związany z aktorką Magdaleną Cielecką. W 2015 urodziło się pierwsze dziecko aktora, syn ze związku z Pauliną Jaroszewicz.
Został członkiem komitetu poparcia Bronisława Komorowskiego przed przyspieszonymi wyborami prezydenckimi 2010.
Deklaruje się jako ateista.

## Filmografia
- Dekalog IV (1988), jako student szkoły teatralnej
- Kolejność uczuć (1993), jako Benvollo
- Zawrócony (1994), jako ksiądz
- Honor dla niezaawansowanych (1995), jako Adam Jakubiec
- Bar Atlantic (1996), dwie role: jako Lucjan Myjka w odc. 6 i 10 i jako Janosik w wizji Poznańskiego w odc. 12 (oraz współpraca reżyserska w odc. 1-4)
- Boża podszewka (1997), jako Rosjanin
- Zaklęta (1997), jako Karol
- Miodowe lata (1998), jako Wilkoń, rekrutator z agencji pracy (odc. 7)
- Kallafiorr (1999), jako Brando
- Dług (1999), jako Gerard Nowak
- Wyrok na Franciszka Kłosa (2000), jako żandarm Kranz
- Wielkie rzeczy: Sieć (2000), jako Jerzy
- Miasteczko (2000–2001), jako adwokat Marka
- Twarze i maski (2001), jako Czerski
- Wielkie rzeczy: Gra (2001), jako Jerzy Jastrzębski
- Wiedźmin (2001), jako Borch Trzy Kawki
- Pieniądze to nie wszystko (2001), jako Wiesław Turkot
- Przedwiośnie (2001), jako Blondyn
- Wiedźmin (2002), jako Borch Trzy Kawki
- Tam, gdzie żyją Eskimosi (2003), jako prawnik zleceniodawcy
- Zaginiona (2003), jako Krzysztof Ryś, oficer CBŚ
- Zmruż oczy (2003), jako ojciec
- Pogoda na jutro (2003), jako kandydat
- Siedem przystanków na drodze do raju (2003), jako strażnik snów
- Powiedz to, Gabi (2003), jako Borys
- Defekt (2003), jako Makler
- Symetria (2003), jako Dawid
- Ono (2004), jako Dingo, gospodarz teleturnieju
- Tulipany (2005), jako „Dzieciak"
- Oficer (2005), jako nadkomisarz Krzysztof Ryś (odc. 2-12)
- Komornik (2005), jako Lucjan Bohme
- Persona non grata (2005), jako Waldemar
- Dzień dobry kochanie (2005), jako Tomasz
- Wszyscy jesteśmy Chrystusami (2006), jako Adaś Miauczyński (w wieku 33 lat)
- Oficerowie (2006), jako Krzysztof Ryś w restrospecjach z serialu „Oficer” (odc. 8 i 10)
- Palimpsest (2006), jako Marek
- Samotność w sieci (2006), jako Kuba
- Zapomniana bohaterka, inny tytuł Strajk (2006), jako Lech Wałęsa
- Katyń (2007), jako porucznik Jerzy 8. Pułku Ułanów
- Melancholia (2008)
- Magiczne drzewo (2008), jako tata Piotr
- Nieruchomy poruszyciel (2008), jako Wojciech Peksa
- Wszystko, co kocham (2009), jako ojciec Janka
- Zdjęcie (2009)
- Mistyfikacja (2010), jako major
- Trick (2010), jako Bukowski
- Sponsoring (2010), jako klient sadysta
- Daas (2011), jako Jakub Goliński
- Znieważona ziemia (2011), jako Aleksiej
- Mafijne rozgrywki (2012)
- Psubrat (2013), jako ojciec
- Performer (2013), jako ojciec
- Bilet na Księżyc (2013), jako kapitan Barczyk
- W imię... (2013), jako ksiądz Adam
- Kamienie na szaniec (2013), jako mjr Jan Wojciech Kiwerski, ps. „Oliwa”
- MOLEHILL (2014), jako Dziad
- Obietnica (2014), jako Konrad
- Carte blanche (2014), jako Kacper
- Zjednoczone stany miłości (2015), jako Karol
- Na granicy (2016), jako były strażnik graniczny powracający w Bieszczady
- Ach śpij kochanie (2017), jako Władysław Mazurkiewicz „Piekny Władek”
- Juliusz (2018), jako dyrektor szkoły
- 7 uczuć (2018), jako Ryszek Gott
- 1983 (2018), jako minister Władysław Lis
- Eter (2018), jako Komendant
- Mowa ptaków (2019) jako Lucjan
- Magnezja (2020) jako Lew Alińczuk
- Doktor Liza (2020) jako Gleb Glinka
- Śniegu już nigdy nie będzie (2021) jako żołnierz
- Wesele (2021) jako Bogdan/Głowacki
- Krakowskie potwory (2022) jako profesor Jan Zawadzki
- Dziewczyna i kosmonauta (2023) jako Bogdan[9]
- Sortownia (2023) jako doktor Jacek Woliński
- Kulej. Dwie strony medalu (2024) jako Feliks Stamm
- Śleboda (2024) jako Wendelin Pysior

### Dubbing
- Tytus, Romek i A’Tomek wśród złodziei marzeń (2002), jako Saligia

## Role teatralne
- Stracone zachody miłości (1986), jako Nataniel, reż. Tadeusz Łomnicki, PWST Warszawa
- Dyskretny urok faunów (1992), jako Emory, reż. Romuald Szejd, Scena Prezentacje
- Bachantki (2001), jako Dionizos, reż. Krzysztof Warlikowski, Teatr Rozmaitości
- Uroczystość (2001), jako Christian, reż. Grzegorz Jarzyna, Teatr Rozmaitości
- Burza (2003), jako Antonio, reż. Krzysztof Warlikowski, Teatr Rozmaitości[10]
- Giovanni (2006), jako Giovanni, reż Grzegorz Jarzyna, Teatr Rozmaitości
- Anioły w Ameryce (2007), jako Roy M. Cohn, reż. Krzysztof Warlikowski. Teatr Rozmaitości[11]
- (A)pollonia (2009), reż. Krzysztof Warlikowski w Nowym Teatrze w Warszawie
- Tramwaj zwany pożądaniem (2010) reż. Krzysztof Warlikowski, Theatre de l'Odeon (Paryż), Nowy Teatr.

## Teledyski
- Z twarzą Marilyn Monroe, Myslovitz (1996)
- C.Y.E. Andrzeja Smolika i Kasi Kurzawskiej (2006)
- Jak nie wrócę po północy, Kuban z gościnnym udziałem Szpaka (2023)
- Nicea, PRO8L3M (2023)

## Reżyser
- Z dziejów alkoholizmu w Polsce (1994) Teatr Stara Prochownia
- Przegryźć dżdżownicę (1997) Piętro w Poznaniu
- Kochanek (1998) Teatr Centrum Kultury
- Gracze (2013) Opera Bałtycka
- Carmen (2018) Teatr Wielki – Opera Narodowa

## W kulturze masowej
- W 2011 roku polska grupa muzyczna Video zadedykowała Andrzejowi Chyrze piosenkę zatytułowaną „Andrzej Chyra”, będącą osobliwym hołdem dla aktora[12].
- Pojawia się w tekście utworu „Nicea” zespołu PRO8L3M

## Nagrody
- Orzeł Najlepsza główna rola męska: 
  - 2006: Komornik
  - Najlepsza drugoplanowa rola męska: 2000: Dług
- Nagroda na FPFF w Gdyni
  - Najlepsza pierwszoplanowa rola męska: 1999: Dług
  - 2005: Komornik
  - 2013: W imię...
- 2015: Nagroda im. Konrada Swinarskiego
- 2019: Nagroda im. Zbyszka Cybulskiego: Nagroda specjalna za całokształt twórczości przyznane z okazji 50-lecia Nagrody (ze szczególnym wskazaniem na rolę w filmie „Dług” z roku 1999)[13]